# Biersackschlag
Biersackschlag ist ein Ortsteil der Gemeinde Duggendorf im Oberpfälzer Landkreis Regensburg (Bayern). 
Der Einödhof ist von Duggendorf und Wolfsegg jeweils zwei Kilometer entfernt, nach Wolfsegg besteht eine Straßenanbindung, nach Duggendorf führt nur ein steiler Waldweg. Biersackschlag gehört seit seiner Gründung zur Pfarrei Wolfsegg.

## Geschichte
Der sog. Schlaghof wurde von einem Bauern namens Biersack aus Kleinduggendorf (damals nach Wolfsegg zugehörig) gegründet. Zuerst befand sich hier nur eine alte Hütte, in der ein Häusler mit einer Kuh lebte und der die „Wäldergemein“ zu beaufsichtigen hatte. Die Tochter Franziska Biersack (verh. Haller, * 1828, † 29. Februar 1876) bekam von ihrem Vater den heutigen Schlaghof als Heiratsgut. Durch Einheirat kam das Anwesen also an Joseph Haller, zeitweise Bürgermeister von Wolfsegg. Der Wald wurde weiter zurückgedrängt und an der Stelle der Hütte der stattliche Hof erbaut.
Durch Kauf kam der Hof an den von dem Stettener Bachhof stammenden Bauern Friedrich Bach (* 17. September 1886 in Diesenbach, † 30. April 1963 in Regensburg). Unter ihm brannte am 3. Januar 1925 der Hof vollständig nieder und musste wieder aufgebaut werden. Nach mehreren Zwischenbesitzern kam der Hof 1955 an Franz Tschuschner (* 1915, † 2005) und seine Frau Marianne (* 1929, † 1993), Sudetendeutsche und Heimatvertriebene. Das Anwesen ist seitdem im Besitz der Familie, die hier u. a. ein großes landwirtschaftliches Lohnunternehmen betreibt.
Der Hof bekam bereits 1947 einen Stromanschluss (in Wolfsegg wurde erst 1949 mit der Elektrifizierung begonnen). Die Kinder der Familie Bach mussten noch in Duggendorf zur Schule gehen; 1959 erreichte Franz Tschuschner beim Schulamt der Regierung der Oberpfalz, dass die Kinder ab diesem Zeitpunkt die Schule in Wolfsegg besuchen durften. Biersackschlag hat die Postleitzahl von Wolfsegg bekommen, um Fehlsendungen zu vermeiden. Es gehört noch zur Gemeinde Duggendorf, aber eine Umgemeindung nach Wolfsegg wurde mehrmals angedacht.